# Babimbi
Les Babimbi sont une des quatre grandes familles du peuple Bassa vivant au Cameroun. Localisé sur la rive droite du fleuve Sanaga, on les trouve dans le département de la Sanaga-Maritime dans la région du Littoral.

## Clans
Au sein de la grande famille des Babimbi, on trouve 64 clans:
1. Banen ba gwanga
2. Ikula
3. Likok likeng
4. Lôg Makembe
5. Lôg Bakeng
6. Lôg Bakop
7. Lôg Banek
8. Lôg Bassangén
9. Lôg Bassemel
10. Lôg Bassom
11. Lôg Bati
12. Lôg Biem
13. Lôg Bikim lôg kat
14. Lôg Kat
15. Lôg Biyaga
16. Lôg Emb
17. Lôg Bon
18. Lôg Hega
19. Lôg Hendel
20. Lôg Ikula
21. Lôg Ikwo
22. Lôg Imandi
23. Lôg Iyaga
24. Lôg Kinit
25. Lôg Maî
26. Lôg Mben
27. Lôg Mongo
28. Lôg Nemkok
29. Lôg Ngen
30. Lôg Ngoo
31. Lôg Nihbè
32. Lôg Nkak nsuke
33. Lôg Nkol
34. Lôg Nlaa
35. Lôg Nouk
36. Lôg Ntomb
37. Lôg Nwamb ou Nwamb
38. Lôg Nwanak
39. Lôg Nwos
40. Lôg Nya'ang
41. Lôg Nyambal
42. Lôg Ot
43. Lôg Pak
44. Lôg Telep
45. Lôg Waa
46. Lôg Wak
47. Lôg Yède
48. Ndog Babém
49. Ndog Batolge
50. Ndog Bii
51. Ndog Gwate
52. Ndog Gwek
53. Ndog Kobè
54. Ndog Lem
55. Ndog Likum
56. Ndog Mahop
57. Ndog Makumak
58. Ndog Mbok
59. Ndog Njé
60. Ndog Ném
61. Ndog Ngond
62. Ndog Pima
63. Ndog Suga
64. Ndonga